# 西周
西周（约前1046年-前771年），指中國歷史上周朝前期定都豐鎬（宗周，今陝西西安）的时期，周成王时期迁都洛邑（成周，今河南洛阳），始于周武王在牧野之战灭亡殷商，终于平王东迁，共經歷11代12王。因为周幽王時申侯勾结犬戎攻破鎬京，周幽王被殺，宗周宮室被戰火焚毀，周王室難以继续在渭河平原立足，周平王只得放弃丰镐将都城東遷至成周（雒邑，今河南洛阳）。因为旧都丰镐在西、新都成周在东，因此周朝在平王东迁之前的时期称为西周，之后称为东周。
西周时期华夏族的国家政治制度已趋于完备，建立起完善的宗法制以及分封制，在统治阶级内部形成天子、诸侯、卿大夫、士构成的等级制度。西周时期周天子的权威相对稳定，统治者为了巩固内部秩序，一方面使用一些军队和宗法等强制手段，另一方面通过礼乐制度规范各级贵族的行为。西周时期的经济比商代有进一步的发展，推行井田制作为土地制度，工商业由官府经营，同时还以武裝封建领主制约四夷进行领土扩张，每有新開拓領地須築城、建廟、立社，即為「封建親戚，以藩屏周」。

## 历史

### 周人興起
周人是一个后起的姬姓部落，周人的始祖是姬棄，是五帝中帝喾之子，随着有夏氏的衰落，周人的先祖“自撺于戎狄之间”，西迁陇西一带，后周人居住于今关山（今六盘山）一帶。他们的先祖為姜嫄，可能與古羌人有淵源關係。姜嫄之子后稷是他们的始祖，并把他尊为农神，西周的农官之长便以“后稷”命名，其后，周人东迁岐山关中一带，遂逐步崛起。
从后稷到文王中间有若干个王，《史记·周本纪》、《世本》记载有十五代，依次是后稷（名弃）、不窋、鞠、公刘、庆节、皇仆、差弗、毁隃、公非、高圉、亚圉、公叔祖类、古公亶父、季历、昌，而《汉书》记载有十八代。然而‘自后稷至文王千余年，只经过十几代是不可能的，后人多对此表示怀疑。杨宽等认为“后稷”原是稷神的称谓，如同西周时称土地之神为“后土”，“后”是对地下神祇的尊称，对应上天的“帝”。“后稷”成为农官之长的名位，乃是后世推崇稷神的缘故，其家谱可能有誤:15-26。谯周说这是“失其代数”的缘故，认为后稷之后有世系脱落的可能:16。汉代《史记·刘敬列传》、《汉书·娄敬传》述，“周之先，自后稷尧封之邰，积德累善十有余世，公刘避桀居豳”，则《史记》所载后稷至公刘四世间应当有十余世。或说“后稷”是虞夏时期的农官名位，周部落的首领世代担任后稷，并非单指一人。
到了不窋时代，周人迁徙到戎狄之间。公刘时迁至自然环境优异的豳。到达豳地以后，周人开垦田地、营建房屋、并确立了一套举行祭祀、宴会的礼仪。“京”、“京师”就是源自公刘时代对国都的称谓。:29-35商王武丁时期，周成为商的封国。公亶父（后来被追尊为周太王）时，为避免西北戎狄部落的滋扰，周人再次迁都至歧阳周原。这时政治设施有了长足发展，王宫设皋门、应门，国都设宗庙、社稷即始于此时。
太王死后，少子季历继位。由于与太伯所建吴国、任姓诸侯保持友好，加之商朝国力衰微，周的力量不断壮大。商王武乙时期，周开始武力开拓领土，首先花了三年时间征服鬼方。之后，季历继续进攻山西地区的戎狄，在攻打燕京戎时受挫，然而接着还是攻克了余无戎。打败余无戎后，季历被商王文丁任命为牧师（一种相当于方伯的职位）:62-68。由于季历将周国的领土大大向西北扩展，受到了文丁的提防，《竹书纪年》载其为文丁所囚杀，而《史记》对此说法不予承认和收录。
季历死后，其长子继位，是为周文王，他曾被商王册命为西伯。崇侯虎向纣报告了西伯对处死九侯的不满，西伯因此被囚禁于羑里，直到西伯的属下进贡美女和财物才被赦免。周文王一面殷勤侍奉商王纣，一面借口征讨叛国四处开拓领土，周的势力得以大幅度扩张。文王团结诸侯，解决了虞、芮两国的争端，先后征服了犬戎、密（密须）。之后又灭掉了山西地区的黎，并攻克盂（又作于、邗）。崇侯虎所在的崇是当时的东方强国，也在激烈的攻城战之后被周攻占。文王在克崇后迁都到丰，并建立了一套以卿士为首的官制，健全了政治机构，积聚了一大批有才能的贵族，为周王朝的建立打下基础。:69-84

### 武王伐纣
文王死后，其次子姬发继承了他开创的基业，这就是后来的周武王。武王继位后第二年，即统帅大军在孟津与诸侯结盟，两年后在此誓师，准备北伐克商。武王统帅的精锐部队（据说只有“戍车三百乘，虎贲三千人”）于孟津渡河后，经历六天到达牧野。参加决战的除了周人的锐兵，还有不少西南蠻夷部落的军队以及一些盟国的国君、将领。在周元帥吕尚的指挥下，周国军队与周人自称的数量远高于己的商朝军队展开决战，当天即获得全胜。纣被迫自焚，商朝中央政权被推翻。
占有京畿朝歌之后，周军兵分四路南下，开始攻击侵略东部和南方藩属於商的诸侯国。克商之后，武王分别在牧野举行了告捷礼、在殷都举行了社神祭、在宗周举行了献俘礼，并迁都于镐京（即宗周），周朝建立。:84-100周武王滅商紂王的年份是約西元前1122年至前1046年之间。
武王克殷后，开始分封诸侯，这些诸侯有先代君王之后、有功的异姓贵族，也有姬姓亲属。武王还留下商代王畿北部继续作武庚（殷纣之子）的封国、对投诚者保留原有食邑。武王克殷后四年便去世了，他的四弟周公旦称摄政王，代年幼的成王治理天下。

### 成康之治

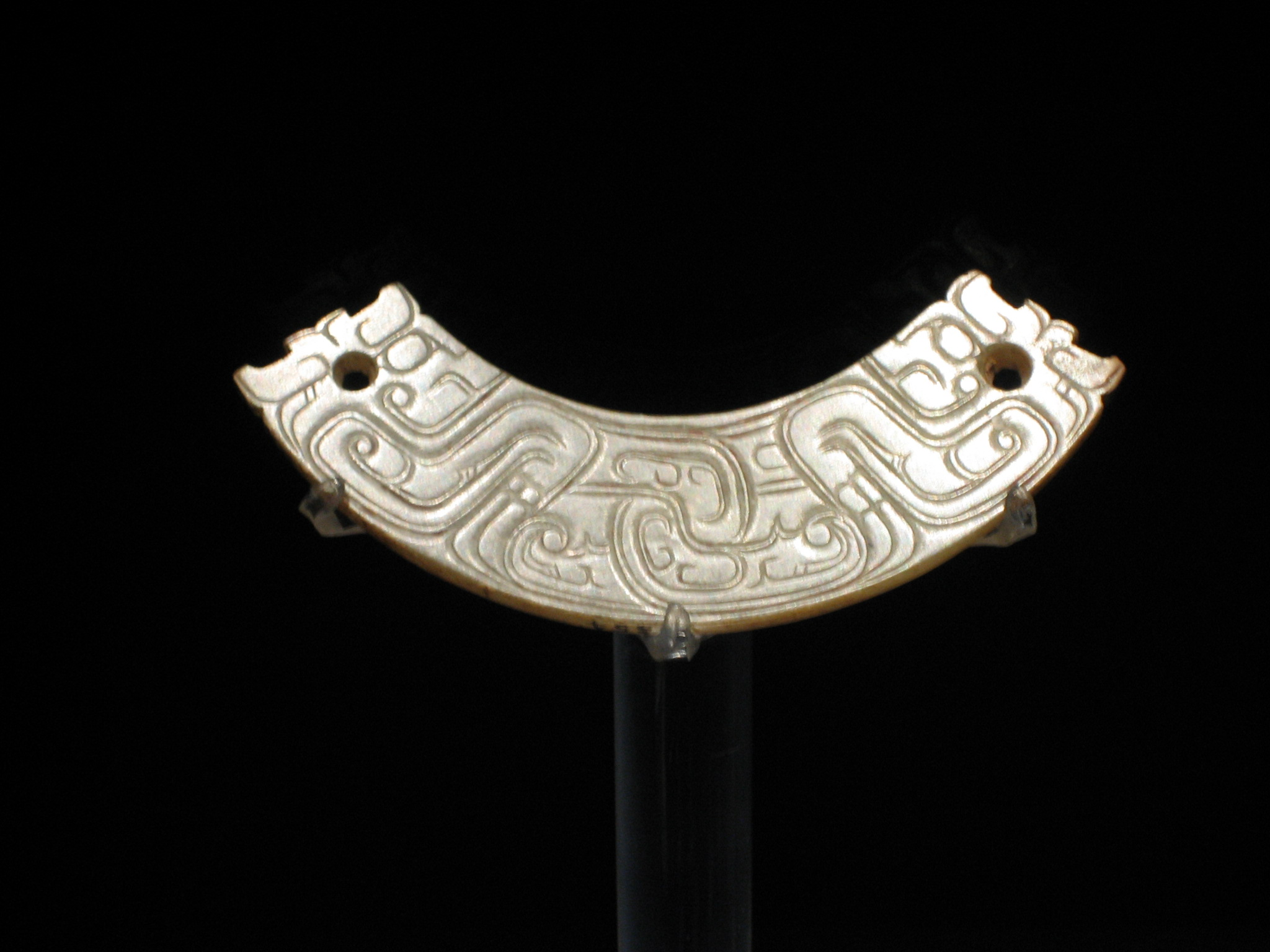
西周时期交龙纹璜

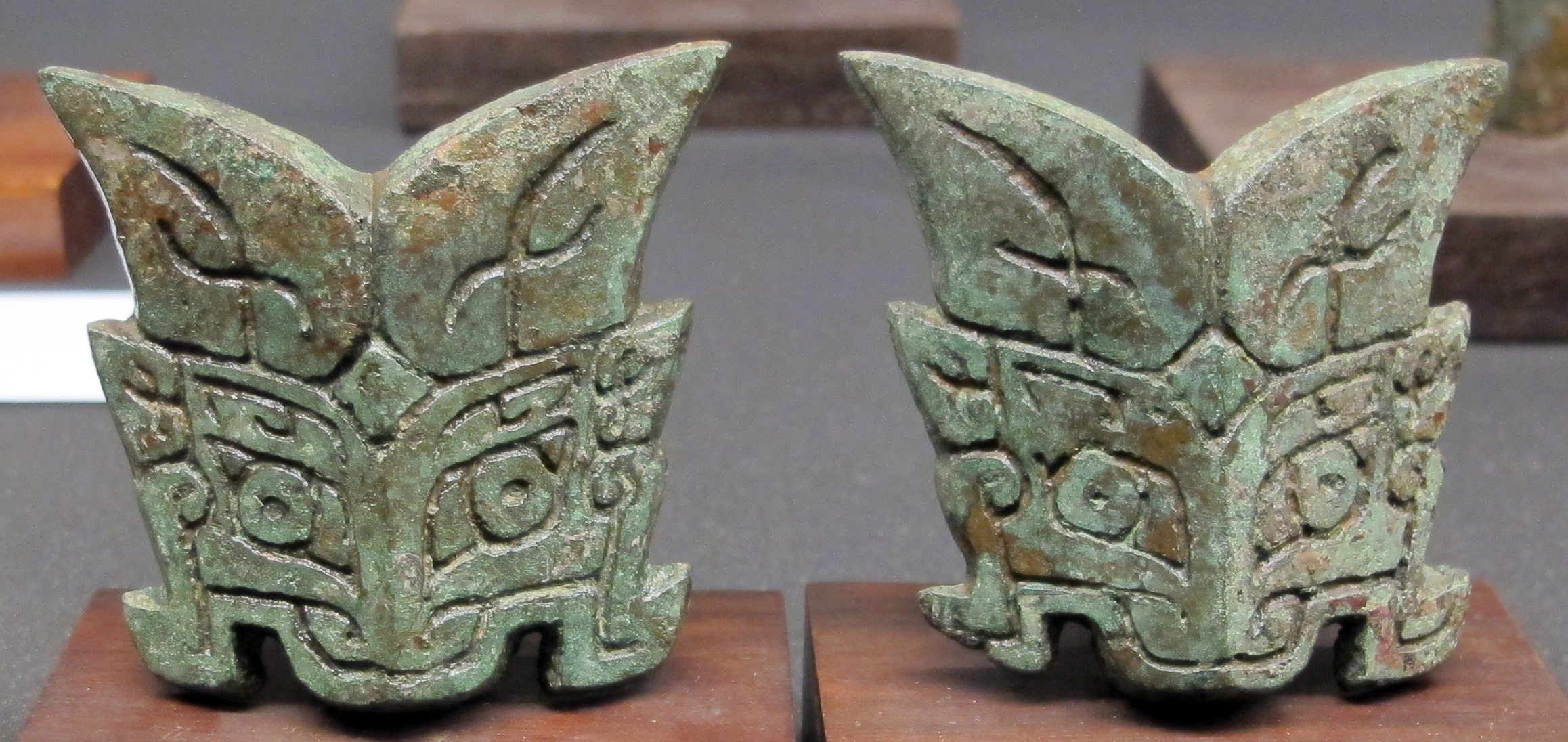
獸面片

成王和后来即位的康王钊的统治时期被后人称为成康之治，是西周安定时代的开始。成王即位初，由周公摄政，周公三兄管叔、五弟蔡叔八弟霍叔不滿，開始散布周公将对成王不利的谣言，发动叛乱，自稱「勤王」，史称“三监之乱”。並慫恿武庚、东夷一起发动了叛乱。周公兴师东征，战线北至梁山、南至淮上，最终将管、蔡、霍、武庚之叛各个击破。周公把殷民分别交于明保（周公之子）、康叔（周公六弟）等人统治并颁布训诫；让殷朝宗室微子启（紂王庶兄）代替武庚典承商湯香火，封至宋国；另外的殷朝頑軍迁至洛陽地区，由周公亲自管辖。叛乱平定后，周公作《多方》、《多士》来告诫殷人，对殷贵族采取思想、经济、政治各方面的安抚政策。周公摄政五年，开始在雒邑营建东都成周，以便更有效的统治东方地区，成王到成周开始亲政。召公奭召集各方首领，教导成王以德治国、重用老成人。成周建成后，成王回镐京即君位，周公则留下治理东都。至此，周朝廷才得以巩固。
周人的分封诸侯虽早于武王时开始，但大量封国是在成康之世才出现的。据《左传·昭公二十八年》，周初分封共七十一国，其中与周王同姓的姬姓就有四十国，兄弟之国有十五国。而《荀子·儒效》则说姬姓有五十三国。可见周初的分封是以姬姓为主体，而同时兼顾到异姓。:385其中季历之兄太伯、仲雍的后人封于吴（今江苏苏州），文王二弟（一说从侄）虢仲、虢叔封于东虢（今河南荥阳）、西虢（今陕西宝鸡），文王诸子分别封于管（今河南郑州，早灭）、蔡（今河南上蔡西南）、霍（今山西霍州西南）、卫（今河南淇县）、毛、聃（今河南阜阳）、郜（今山东成武东南）、雍（今河南修武西）、曹（今山东定陶西）、滕（今山东滕州西南）、毕（今陕西咸阳西北）、原（今河南济源西北）、酆（今陕西西安市长安区西北）、郇（今山西临猗西南）；武王诸子封于晋（始封在今山西翼城西）、应（今河南平顶山）、韩（今山西河津东北）；周公诸子封于鲁（今山东曲阜）、凡（今河南辉县西南）、蒋（今河南固始西北）、邢（今河北邢台）、茅（今山东金乡西北）、胙（今河南延津北）、祭（今河南郑州东北）；召公之子封于燕（今北京）。主要的异姓诸侯则有：殷贵族微子启封于宋（今河南商丘附近），姒姓封于杞（今河南杞县），嬴姓封于葛（今河南宁县西北），妘姓封于陈（今河南淮阳）等等。:386最初的封建主要集中在中原，是建国工作的一部分，在之后并没有继续推广。这些封国以人群为主体，常常迁徙数百里乃至上千里。它们由河南向东、向南迁移，形成了周王室新的屏障。:154
成康时代，周王实行赈济贫困民众、授田于民、明德慎罚的政策，因而农业生产颇有起色、人民生活相对改善、四方外邦来朝、政局稳定、人民和睦。然而康王晚期喜好征伐，据小盂鼎铭文，仅在与鬼方间的战争中就斩首四千八百多人，俘虏一万三千余人，与南方的淮夷和荆楚亦常有冲突，国民经济陷入困境，为昭王时期的衰落埋下了伏笔。:109-110

### 由盛而衰
周康王死后，子周昭王（瑕）继位。昭王之时，王道微缺，西周国力开始走下坡路。昭王十六年，他亲率大军南征楚荆，直至江汉地区。南征共经3年，昭王还师渡过汉水时溺死，军队也遭覆没。继昭王而立的是其子周穆王（满），在位长达55年。他好大喜功，仍想向四方发展。穆王好游行，致使朝政松弛。东方的徐国率九夷侵周。穆王南征，通过联合楚国的力量，才得以平定。
经过昭穆时代，周朝实力削弱。这一时期，西北地区的戎狄部落逐渐兴盛。穆王死后，周共王繄扈繼位，在位23年，其子囏继位，是为周懿王。懿王在位期间，出现戎狄交侵，暴虐中国的局面，周人深为所苦。周孝王是共王的弟弟，周懿王的叔父，在周懿王病死後繼承王位。孝王在位仅6年，死后由懿王之子燮继位，是为周夷王。夷王在位時，諸侯來朝，下堂迎見，不敢坐受朝拜，顯示此時周天子的權威已大幅降低。同时， 周天子与诸侯的矛盾也开始尖锐化，周夷王曾烹杀齐哀公。

### 共和与中兴

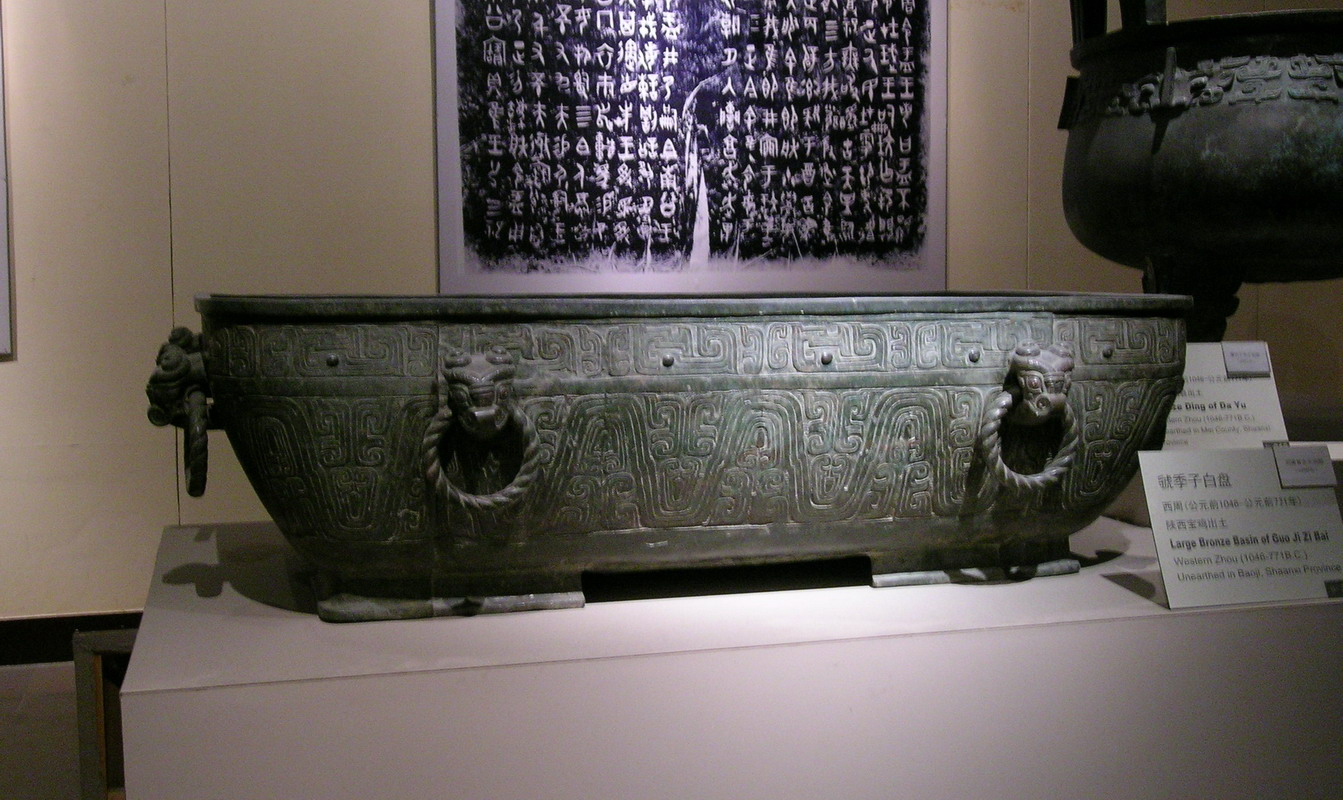
虢季子白盘记录了虢宣公在公元前816年于洛河北岸大胜猃狁的事迹。

周厉王是周夷王之子，在夷王死后继位。他在位期间连年战乱，给民间带来深重的疾苦。与此同时，厉王任用荣夷公为卿士，将社会财富和资源垄断起来。为压制国人的不满，厉王命卫巫监视，有谤王者即加杀戮。结果人人自危。前842年，国人大规模暴动，周厉王被迫出奔到彘（今山西霍州市），结束了他长达37年的统治。朝中由召公（召穆公虎）、周公（周定公）两大臣攝政，号为共和（一说由诸侯共伯和摄行政事）。
共和十四年（前828年），厉王死，太子静即位，是为周宣王，在位共46年。宣王励精图治，朝政有明显起色，出现了中兴的局面。但是宣王晚年，周朝重新出现了衰象。宣王干涉鲁国的君位继承，用武力强立鲁孝公，引起诸侯不睦。宣王三十六年，征伐条戎、奔戎，惨遭败绩。三十九年，与西戎别支姜氏之戎战于千亩（今山西介休南），惨败。

### 幽王之死
周幽王時，周室的危機更為嚴重。周幽王奢侈腐化，貪得無厭，任用好利的虢石父執政，朝政腐敗。地方貪污不斷，卿士皇父將搜刮的財富運出關中，於向（今河南濟源）建都藏財富。前779年，命伯士伐六濟之戎失敗，使西戎更加壯大。關中發生地震、山崩和旱災，使得西周王畿的人民東逃東土。鄭桓公也聽從太史伯陽的建議，將鄭人東遷至虢國與鄶國之間。平王東遷後，鄭人於此地重建鄭國，國都為新鄭（今河南新郑）。
周幽王十分寵愛褒姒，甚至廢正后申侯之女及太子姬宜臼，改立褒姒為后，立姬伯服為太子。姬宜臼投奔申國，周幽王出兵伐盟國姜姓申國。申侯就聯合繒國、西戎與犬戎反攻周幽王。戰亂期間，周貴族紛紛埋象徵權力的鼎、簋、盤等銅器後東逃東土。前771年，犬戎攻陷鎬京，殺周幽王與姬伯服於戲（今陝西臨潼東），盡取周賂而去，史稱犬戎之禍，西周結束。
幽王死后，诸侯共立宜臼为王是为周平王。平王三年，避犬戎，舍弃镐京，以雒邑成周为都，东周開始。

## 君主列表
| 谥号                            | 本名                            | 「夏商周斷代工程」（2000）推算的西周年表 | 郭伟（2001?）推算的西周年表                | 林申（2011?）推算的西周年表                | 朱永棠（2012）推算的西周年表 | 張富祥（2013）《竹書紀年》與夏商周年代研究推算的西周年表 | 张鹏程（2019）推算的西周年表           |
| ------------------------------- | ------------------------------- | ---------------------------------------- | ------------------------------------------ | ------------------------------------------ | ---------------------------- | -------------------------------------------------------- | -------------------------------------- |
| 周文王                          | 昌 （西伯）                     |                                          | 約前1110年－約前1061年 （50年）            |                                            | 前1113年－前1062年 （50年）  |                                                          | 前1056年－前1047年（9年）              |
| 周武王                          | 发                              | 約前1046年－約前1043年 （4年）           | 約前1060年－約前1045年 （16年）            | 約前1054年－約前1042年 （12年）            | 前1061年－前1048年 （14年）  | 前1027年－前1026年 （2年）                               | 前1046年－前1043年 （文、武王共14年）  |
| 周成王                          | 诵                              | 約前1042年－約前1021年 （22年）          | 約前1044年－約前1008年 （37年）            | 約前1042年－約前1029年 （14年）            | 前1047年－前1011年 （37年）  | 前1025年－前1008年 （18年）                              | 前1042年－前1011年 （32年）            |
| 周成王                          | 诵                              | 約前1042年－約前1021年 （22年）          | 约前1043年－约前1037年，周公旦摄政 （7年） | 约前1042年－约前1036年，周公旦摄政 （7年） | 前1047年－前1011年 （37年）  | 前1025年－前1008年 （18年）                              | 前1042年－前1036年，周公旦摄政 （7年） |
| 周康王                          | 钊                              | 前1020年－前996年 （25年）               | 約前1007年－約前983年 （25年）             | 約前1028年－約前996年 （33年）             | 前1010年－前981年 （30年）   | 前1007年－前982年 （26年）                               | 前1010年－前992年 （19年）             |
| 周昭王                          | 瑕                              | 約前995年－約前977年 （19年）            | 約前982年－約前964年 （19年）              | 約前996年－約前977年 （20年）              | 前980年－前962年 （19年）    | 前981年－前963年 （19年）                                | 前991年－前958年 （34年）              |
| 周穆王                          | 满                              | 約前976年－約前922年 （55年）            | 約前963年－約前909年 （55年）              | 約前977年－約前923年 （55年）              | 前961年－前908年 （54年）    | 前962年－前924年 （39年）                                | 前957年－前918年 （40年）              |
| 周共王                          | 繄扈                            | 前922年－前900年 （23年）                | 約前909年－約前900年 （10年）              | 約前922年－約前900年 （23年）              | 前917年－前900年 （18年）    | 前923年－前900年 （24年）                                | 前917年－前900年 （18年）              |
| 周懿王                          | 囏                              | 前899年－前892年 （8年）                 | 約前899年－約前875年 （25年）              | 約前899年－約前893年 （7年）               | 前899年－前873年 （27年）    | 前899年－前882年 （18年）                                | 前899年－前888年 （12年）              |
| 周孝王                          | 辟方                            | 前891年－前886年 （6年）                 | 約前875年－約前870年 （6年）               | 約前893年－約前888年 （6年）               | 前872年－前863年 （10年）    | 前881年－前873年 （9年）                                 | 前887年－约前882年 （6年）             |
| 周夷王                          | 燮                              | 前885年－前878年 （8年）                 | 約前869年－約前858年 （12年）              | 約前887年－約前879年 （9年）               | 前862年－前854年 （9年）     | 前872年－前865年 （8年）                                 | 约前881年－前871年 （11年）            |
| 周厉王                          | 胡                              | 前877年－前841年 （37年）                | 約前857年－約前842年 （16年）              | 約前878年－約前844年 （35年）              | 前853年－前842年 （12年）    | 前864年－前842年 （23年）                                | 前870年－前837年 （34年）              |
| 共和 （一說为共伯和摄行天子政） | 共和 （一說为共伯和摄行天子政） | 前841年－前828年 （14年）                | 前841年－前828年 （14年）                  | 前844年－前832年 （13年）                  | 前841年－前828年 （14年）    | 前841年－前828年 （14年）                                | 前850年－前837年 （14年）              |
| 周宣王                          | 静                              | 前827年－前782年 （46年）                | 前828年－前782年 （46年）                  | 前831年－前786年 （46年）                  | 前827年－前782年 （46年）    | 前827年－前782年 （46年）                                | 前836年－前791年 （46年）              |
| 周幽王                          | 宫涅                            | 前781年－前771年 （11年）                | 前781年－前771年 （11年）                  | 前785年－前771年 （15年）                  | 前781年－前771年 （11年）    | 前781年－前771年 （11年）                                | 前790年－前780年 （11年）              |
| 携惠王                          | 余臣                            |                                          |                                            |                                            |                              |                                                          | 前779年－前759年 （21年）              |

## 典章制度

### 畿服
西周继承商代的内外服制，发展出了畿服制度，它是与分封制相适应的。周王直接治理的地区称作王畿，是王朝的中心。王都以外的地区则按离王都距离和关系远近划分为诸服，有五服、三服、六服、九服等说。《国语·周语上》记载公谋父之说，将畿服分为五服。甸服为王畿，侯服、宾服为华夏族各诸侯，要服、荒服则指边远的外邦部族:146，只有周「王母弟甥舅」的諸侯國才可以被視為華夏。
畿服制度将纳贡作为义务加给诸侯，如若诸侯不从，则天子可以武力相加。纳贡的方式和时间则有服数决定。据《国语》记载称甸服者祭、侯服者祀、宾服者享、要服者贡、荒服者王。

### 宗法制度
西周建立了一套宗法制度，配合和維繫封建制度的發展。宗法制度規定天子只有嫡長子才有資格繼承，其他兒子則被分封為次一級的職位，即諸侯、卿大夫或士。這兩種制度緊密結合起來，進一步鞏固周朝的統治。
实行以宗法为基础的分封制。宗法源于氏族社会，突出父权和族权。商代时父系家长制就已存在，到后期官职由宗族族长世袭已十分普遍，至周时更发展为系统的统治体系。:111宗法制保证了各级贵族在政治上的垄断地位，有利于统治阶层内部的稳定、和谐。

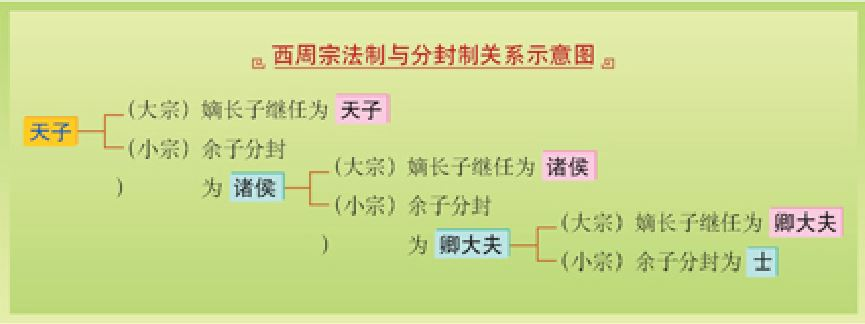
西周的分封制与宗法制

### 封建
周朝代商之際，初分為公、監、侯、伯、子五等，三監之亂後改為公、侯、伯、子、男五等，均世襲罔替。 諸侯有封地國，對封國具統治權。 各封國內，置卿、大夫、士等爵位，例如:楚國等置執圭、執帛等爵位。 卿及大夫有封地邑，對封邑同樣具統治權，唯受命於諸侯。依據《孟子‧萬章篇》所述，“天子之製，地方千里。公侯皆百里，伯七十里，子男五十里，凡四等。不能五十里，不達於天子，附於諸侯曰附庸。天子之卿受地視侯，大夫受地視伯，元士受地視子男。”战国时期，各诸侯国普遍废除了卿大夫的采邑制度改行郡县制，出现了有别于之前卿大夫的封爵，如徹侯、君等。这些新设的封爵有大小不等的食邑，大多數都不能世袭。

### 命卿
在諸侯封國中,隨着諸侯的爵位高低,為了方便監視,命卿權力亦由天子限制。例如:公、侯三卿全由天子任命;伯三卿,二卿由天子任命;子、男二卿,ㄧ卿由天子任命。卿以下職位(大夫和士)皆由諸侯自由任命。天子任命之諸侯大多是擔當掌管司法的大正或是掌管軍事的司馬。故諸候在封國內没有獨立的管治權。

#### 第一次封建
周武王實行第一次封建，原因有三：首先是為了安撫殷民，同時加以監視；其次是進行武裝移民，藉此擴展勢力；還有就是籠絡人心，以鞏固周朝的統治。封建實際上是分封諸侯，即將土地分給諸侯去建立他們的管轄範圍。周初第一次封建的經過和內容，主要有以下數項：
1. 武王克殷後，自動退出殷都，封紂王的兒子武庚到那裡，繼續管理商的遺民；
2. 武王在殷的附近，分封自己的三個弟弟管叔、蔡叔和霍叔，目的是監視武庚，稱為「三監」；
3. 武王定都於鎬京後，又分封親屬和功臣為諸侯，這些封國大多數集中於黃河南岸。

#### 第二次封建
周公平定了三監之亂，實行第二次封建。目的有是为了分化殷地遺民，防止殷民再次起來叛變；鞏固周朝的統治，作為王室的屏藩；以及擴大統治範圍，加強對地方的控制。
第二次封建的內容主要包括：把殷人舊地分封為宋、衛二國，以方便統治；大封親屬和功臣，作為王室的屏藩；周公特意把第一次封建的一些封國向東移，部分更遠至東方海邊，藉此擴大統治範圍，並將殷人的封國包圍其中，以防其再生叛亂。其中如將姜尚之子呂伋封在山東的齊，召公奭之子封於燕，加強對東方的控制。

#### 分封諸侯的作用
周武王和周公總共分封71國，其中姓姬的諸侯佔了53個，可見周初兩次的大封建，所分封的諸侯多數是周王的同姓子弟，其次才是功臣。在封建制度下，周王又稱為「天子」，具有高高在上的權威，分封諸侯的作用，就是要他們作為中央的屏藩。
此外，諸侯的爵位，分為公、侯、伯、子、男等五等。諸侯必須服從天子的命令，向天子交納貢品，定期朝見天子，並帶兵隨天子作戰。
徐智认为：“西周的封建自是因周室征服中国，分遣其人众一控御四方，但封建制度的建立，并不与生产工具的改变相伴随。……是以周人封建制度的本意，是为了军事与政治的目的，颇不必用经济发展的理论当作历史演化过程中必经的一环。”

#### 周朝封建制度的瓦解
周天子在地位上的變化，是其封建制度瓦解的主要原因。封建制是以天子為首，由上而下的系統。自公元前770年周平王東遷後，因其弒父之嫌及諸候不再擁護，地位日降，終至「王命不行」，乃諸侯崛起之時，霸政時代開始。為迎合需要，郡縣萌芽，世卿世祿式微，上下階級被打破，平民地位上升，經濟教育權力下放。宗法隨時間淡化，封建面臨崩潰。及至三家分晉，戰國開始，上述情況發展更盛，改變趨勢銳不可擋。「周初千八百國，至春秋之初，僅存百二十四國。春秋諸國，吞並小弱，大抵以其國地為縣。因滅國而特置縣，因置縣而特命官，封建之制遂漸變為郡縣之制。」
在秦滅六國之戰後，秦朝废封建，置郡縣，建立了中央集權的君主專制統治制度。

### 法制
西周初年刑法分“轻典”、“中典”、“重典”，合称“三典”。西周中期，阶级矛盾尖锐，周穆王命吕侯参照夏朝的赎刑制度制定《吕刑》，有墨、劓、剕、宫、大辟五刑，共三千条。后来在此基础上，增加了赎、鞭、扑、流等四种刑罚，称为九刑。

## 经济
青铜农具使用比商代更为广泛，排水与引水技术掌握较好，农作物中桑麻瓜果都有栽培种植。手工业部门多，分工比商代更细，有“百工”之称，商业有了更进一步的发展，在“国”与“都”中，出现了更大的市场。
西周实行井田制度。每个男性主要劳动力授田百亩（相当于现在31亩多），每隔3年耕作者之间更换一次分配的田地。当时普遍采用熟荒耕作制，使得农业生产有了很大进步。
西周时期，商业发达，有专门从事贸易活动的商人。海贝、海蚌和占卜用的龟甲等，往往都是从远方贡献和交换来的。海贝当时也作为货币，以朋为单位计算。舟船和马车是重要的交通工具。

## 社会生活
采集是当时平民的主要日常生活来源，而狩猎则是贵族的娱乐活动。周朝是多妻民族，因此引進了宦官制度，直接影響了中原文化，直到清朝滅亡為止。
西周的製陶及製釉技術十分進步，不過器皿多半為灰色。雕製玉器的數量減少。

### 教育
辟雍是西周时的大学，贵族子弟在这里学习礼仪、音乐、舞蹈、骑马等。辟雍和上庠、东序、瞽宗、成均合称五学。

## 军事外交
西周时各诸侯国的军队并不由国君掌握，而是在周天子的守臣手中。周朝建立以后，仍不断用兵，常和荆楚、鬼方、严允、东夷、淮夷等邻邦发生战争，互有胜负。《詩經·采微》描述當時周王朝與玁狁作戰情況和士兵的艱苦戰鬥生活：“采薇采薇，薇亦作止。曰歸曰歸，歲亦莫止。靡室靡家，玁狁之故。不遑啟居，玁狁之故。”与此相反，更多的则是与邻邦的友好往来和经济文化交流。

### 青铜器

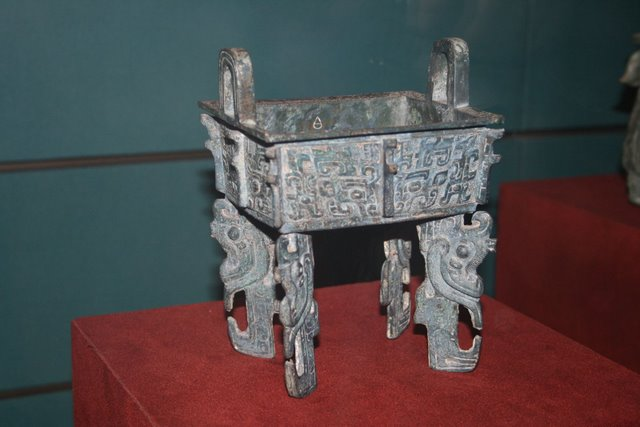
西周青銅鼎

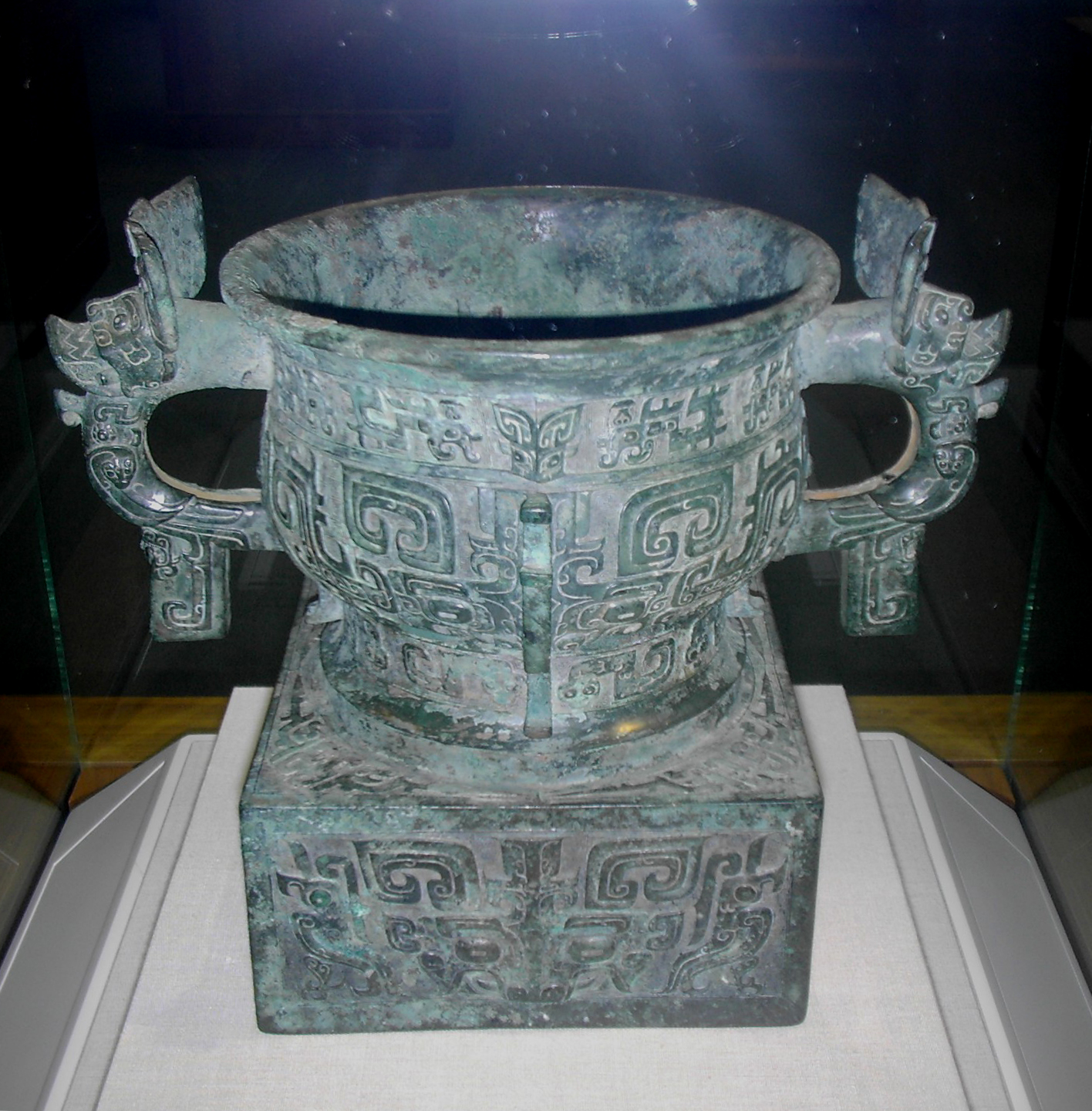
西周青銅簋

## 文化

### 文学
《尚书》中的《周书》和《逸周书》是经过后人选编而保存下来的西周文献典籍的一部分。这些篇章是当时的重要历史文献，文章结构复杂，文辞简练，表现了当时严谨的文风。 《诗经》收集有西周的诗歌三百余篇。其中的《周颂》、《大雅》、《小雅》和《国风》中《周南》、《召南》以及其他部分篇章，是西周时期的作品。这些篇章，有的是王室用于庙堂的颂歌，有的是贵族们的欢乐和怨尤声，而国风中的大部分篇章是下层庶民的真情流露和对贵族统治者的愤怒控诉，比较全面地反映了当时社会生活面貌。这是当时社会经济发展的产物，也是文化进步的重要表现。西周流传下来的甲骨文与青铜铭文，与商代基本相同，但西周时期出土的器物较多，铭文的篇幅也较长，所以成为金文的主要部分。

### 建筑
西周铜器建筑图像，已知最早一件表现建筑的铜器是夨令簋，约铸于西周成王、康王时期。器座四角有四柱，柱头有栌头,栌斗间有横楣,楣上有矮柱。另在陕西省扶风县出土一件蹲兽方鬲，约铸于西周中期。器下作屋形，前有双扇门，门扇框架呈日字形，上下镶版。门上下用连楹和门枕固定在门楣、门槛上。屋的左、右、后三面有田字格窗。传世的还有一件方鬲，同前者相似，但屋有前廊，廊外缘有田字格栏杆。这些虽不是建筑全部形象，但可看出西周建筑的某些风貌。

### 引用
1. ↑  . 央视新闻.
2. 1 2 3 4 5 6 7 8  杨宽，《中国断代史系列－西周史》，上海，上海人民出版社，2003年，ISBN 7208045385
3. ↑  清代学者崔述稱：“文王始受命，而未得及身为天子。武王始克商，而未得身见四方之靖。至成王，然后安享之，以为祖、父之德而吾独享之，于心不自安，故分其禄而与诸父兄弟共之”（崔述：《崔东壁遗书》，p. 340，上海人民出版社，1984年版）
4. 1 2  许倬云，《西周史》，北京，三联书店，2001年，ISBN 7108015211
5. ↑  杜正胜，《周代城邦》，台北，联经出版事业公司，1979年
6. ↑  杨善群. . 社会科学. 2005, 6: 104 – 110.
7. ↑  《史記集解·三代世表》：“孝王方，懿王弟。”
8. 1 2  楊寬（1999年）:《西周史》第七編：第二章〈周人東遷和平王東遷〉，第811頁-第820頁。
9. ↑  . 成都日报. 2012-01-13  [2013-04-19]. （原始内容存档于2012-02-02）.
10. ↑  葛志毅，《周代分封制研究》，哈尔滨，黑龙江人民出版社，2005年，ISBN 7207064271
11. ↑  《國語鄭語》史伯對曰：「王室將卑，戎狄必昌，不可逼也。當成周者，南有荊、蠻、申、呂、應、鄧、陳、蔡、隨、唐；北有衛、燕、狄、鮮虞、潞、洛、泉、徐、蒲；西有虞、虢、晉、隗、霍、楊、魏、芮；東有齊、魯、曹、宋、滕、薛、鄒、莒；是非王之支子母弟甥舅也，則皆蠻、荊、戎、狄之人也。非親則頑，不可入也。其濟、洛、河、潁之間乎！是其子男之國，虢、鄶為大，虢叔恃勢，鄶仲恃險，是皆有驕侈怠慢之心，而加之以貪冒。君若以周難之故，寄孥與賄焉，不敢不許。周亂而弊，是驕而貪，必將背君，君若以成周之眾，奉辭伐罪，無不克矣。若克二邑，鄔、弊、補、舟、衣、柔、歷、華，君之土也。若前華後河，右洛左濟，主芣、騩而食溱、洧，修典刑以守之，是可以少固。」
12. ↑  《漢書·卷二十八下·地理志第八下》周宣王弟友為周司徒，食采於宗周畿內，是為鄭。鄭桓公問於史伯曰：「王室多故，何所可以逃死？」史伯曰：「四方之國，非王母弟甥舅則夷狄，不可入也，其濟、洛、河、潁之間乎！子男之國，虢、鄶為大，恃勢與險，崈侈貪冒，君若寄帑與賄，周亂而敝，必將背君；君以成周之眾，奉辭伐罪，亡不克矣。」
13. ↑  钱宗范，《周代宗法制度研究：中国文化探源》，桂林，广西师范大学出版社，1989年，ISBN 7563301658
14. ↑  《尚书·吕刑篇序》：“训夏赎刑，作《吕刑》”
15. ↑  《中国法制史》，蒲坚著，中央广播电视大学出版社，2006年10月版，ISBN 7-304-02441-0，第三章第三节
16. ↑  藝術與建築索引典—西周 （页面存档备份，存于） 於2011 年3 月18 日查閱
17. ↑  .   [2017-05-04]. （原始内容存档于2015-09-23）.